# Blink (движок)
Blink — свободный движок для отображения веб-страниц, разработанный американской компанией Google Inc. на основе кода WebCore из WebKit для браузера Chromium. Движок анонсирован в апреле 2013. Используется в Chrome 28+, Opera 15+, Vivaldi, Brave, Яндекс Браузере, Microsoft Edge и прочих браузерах на основе Chromium, выпущенных после весны 2013 года.